# Pietro Pezzati
Pietro Pezzati, né vers 1828 à Prato en Toscane et mort en 1890, à Florence, est un peintre italien.

## Biographie
Pietro Pezzati est né vers 1828 à Prato.
Élève d'Antonio Marini, il participe à la restauration des fresques de la chapelle Peruzzi de la Basilique Santa Croce de Florence.
Il est un peintre de genre et d'histoire. Résidant à Livourne, il expose à la Promotrice de Florence: Il mio diletto un me ed io a lui et une Sainte Famille. En 1886, à l'Exposition de Livourne, il expose une autre représentation : Vierge à l'Enfant.Pezzati peint principalement des sujets sacrés.
Il peint le retable de San Giovanni Gualberto dans la prière visitée par la Lumière Divine (1856) trouvée dans la Chapelle de San Giovanni Gualberto située près de Tavarnelle Val di Pesa.
Il meurt en 1890 à Florence.